# Châtillon-sur-Cluses
Châtillon-sur-Cluses és un municipi francès situat al departament de l'Alta Savoia i a la regió d'Alvèrnia-Roine-Alps. L'any 2007 tenia 1.122 habitants.

## Demografia

### Població
El 2007 la població de fet de Châtillon-sur-Cluses era de 1.122 persones. Hi havia 435 famílies de les quals 100 eren unipersonals (54 homes vivint sols i 46 dones vivint soles), 135 parelles sense fills, 188 parelles amb fills i 12 famílies monoparentals amb fills.
La població ha evolucionat segons el següent gràfic:
Habitants censats

### Habitatges
El 2007 hi havia 543 habitatges, 443 eren l'habitatge principal de la família, 52 eren segones residències i 48 estaven desocupats. 466 eren cases i 76 eren apartaments. Dels 443 habitatges principals, 350 estaven ocupats pels seus propietaris, 71 estaven llogats i ocupats pels llogaters i 22 estaven cedits a títol gratuït; 6 tenien una cambra, 33 en tenien dues, 58 en tenien tres, 121 en tenien quatre i 226 en tenien cinc o més. 405 habitatges disposaven pel capbaix d'una plaça de pàrquing. A 157 habitatges hi havia un automòbil i a 263 n'hi havia dos o més.

### Piràmide de població
La piràmide de població per edats i sexe el 2009 era:
| Homes | Edats   | Dones |
| ----- | ------- | ----- |
| 0     | 95 o +  | 0     |
| 4     | 90 a 94 | 4     |
| 4     | 85 a 89 | 0     |
| 0     | 80 a 84 | 8     |
| 0     | 75 a 79 | 24    |
| 28    | 70 a 74 | 16    |
| 32    | 65 a 69 | 24    |
| 36    | 60 a 64 | 32    |
| 16    | 55 a 59 | 20    |
| 52    | 50 a 54 | 48    |
| 40    | 45 a 49 | 48    |
| 32    | 40 a 44 | 40    |
| 32    | 35 a 39 | 44    |
| 52    | 30 a 34 | 36    |
| 48    | 25 a 29 | 32    |
| 20    | 20 a 24 | 8     |
| 20    | 15 a 19 | 44    |
| 44    | 10 a 14 | 32    |
| 32    | 5 a 9   | 44    |
| 20    | 0 a 4   | 40    |

## Economia
El 2007 la població en edat de treballar era de 736 persones, 573 eren actives i 163 eren inactives. De les 573 persones actives 540 estaven ocupades (279 homes i 261 dones) i 32 estaven aturades (19 homes i 13 dones). De les 163 persones inactives 76 estaven jubilades, 50 estaven estudiant i 37 estaven classificades com a «altres inactius».

### Ingressos
El 2009 a Châtillon-sur-Cluses hi havia 464 unitats fiscals que integraven 1.210 persones, la mediana anual d'ingressos fiscals per persona era de 23.790 €.

### Activitats econòmiques
Dels 49 establiments que hi havia el 2007, 1 era d'una empresa alimentària, 9 d'empreses de fabricació d'altres productes industrials, 8 d'empreses de construcció, 6 d'empreses de comerç i reparació d'automòbils, 1 d'una empresa de transport, 7 d'empreses d'hostatgeria i restauració, 2 d'empreses financeres, 3 d'empreses immobiliàries, 5 d'empreses de serveis, 5 d'entitats de l'administració pública i 2 d'empreses classificades com a «altres activitats de serveis».
Dels 15 establiments de servei als particulars que hi havia el 2009, 1 era un taller de reparació d'automòbils i de material agrícola, 1 paleta, 5 fusteries, 1 electricista, 1 empresa de construcció, 1 veterinari, 3 restaurants i 2 agències immobiliàries.
L'únic establiment comercial que hi havia el 2009 era una fleca.
L'any 2000 a Châtillon-sur-Cluses hi havia 12 explotacions agrícoles que ocupaven un total de 132 hectàrees.

## Equipaments sanitaris i escolars
El 2009 hi havia una escola elemental.

## Poblacions més properes
El següent diagrama mostra les poblacions més properes.